# Teddy Riner
Teddy Riner (* 7. dubna 1989 Les Abymes, Guadeloupe) je francouzský zápasník – judista afro-karibského původu. Je majitelem zlatých olympijských medailí z let 2012, 2016 a 2024. Je osminásobným mistrem světa v těžké váze. V letech 2010 – 2020 nepřetržitě neprohrál ve 154 soutěžních zápasech.

## Sportovní kariéra
S judem začínal v 5 letech v pařížské čtvrti Quartier de la Chapelle. Do svých 15 let se připravoval v klubu Bolivar pod vedením Alaina Perriota. V mládí se věnoval několika kolektivním sportům, především basketbalu. Kvůli individuálnímu zaměření však zvolil judo. Vrcholově se začal judu věnovat v pařížském tréninkovém centru mládeže INSEP. Členem širší francouzské reprezentace se stal v roce 2006. V roce 2007 přestoupil do profesionálního klubu Lagardère Paris Racing, kde se připravoval pod trenérskou dvojicí Patrick Rosso, Stéphane Frémont a dosáhl prvních mezinárodních úspěchů. Po olympijských hrách v Pekingu přestoupil do klubu v Levallois-Perret a připravoval se pod vedením trenérské dvojice Christian Chaumont, Benoît Campargue. Od roku 2012 spolupracoval s Franckem Chambillym.
Se svými rozměry (výška 204 cm, váha mírně pod 130 kg) poutal od dorosteneckých let pozornost trenérů. Jeho mimořádné silové dispozice byly podpořeny i schopností na sobě tvrdě pracovat a vůlí vítězit. Po technické stránce vyspěl kolem roku 2011 v jednoho z technicky nejlepších judistů světa. V začátcích své sportovní kariéry soupěře především zalamoval chvaty ko-soto-gari(gake) a o-uči-gari. Tyto nožní techniky provádí na pravou, ale v případě nutnosti i na levou stranu. Techniky které v průběhu své sportovní kariéry vyladil téměř k dokonalosti jsou z pravého úchopu harai-goši, uči-mata a o-soto-gari. Často tyto tři chvaty dokončuje strhy joko-sutemi-waza –> harai-makikomi, uči-mata-makikomi a o-soto-makikomi. Ze strhů ma-sutemi-waza u něho dominuje specifický chvat podobný sumi-gaeši zvaný lidově "Chabareli", japonskou terminologií hikikomi-gaeši. Z kombinací je pro něj netypičtější chvat o-uči-gari dokončený ko-soto-gake nebo o-soto-gari dokončené technikou aši-guruma. Od roku 2016 přidal do své sbírky chvatů techniky sasae-curikomi-aši a hiza-guruma. V poslední řadě se nezdráhá souboji na zemi, ve kterém převládají technicky znehybnění (držení) osae-komi-waza a škrcení šime-waza. Své souboje zvládá i po taktické stránce. Často kvůli tomuto čelí kritice z řad sportovních fanoušků, která ve finálovém zápase olympijských her (nejsledovanější zápasy) očekává ukončení zápasu stylově na ippon. Riner však všechny své dosavadní olympijská vystoupení podřídil taktice a zisku olympijské medaile pro Francii bez riskování.
Od svého debutu ve francouzské reprezentaci v roce 2005 prakticky přeskočil dorosteneckou věkovou kategorii. V roce 2006 poprvé startoval na mezinárodním turnaji nižší kategorie s muži v belgickém Visé. Třetím místem si řekl o start na prvním světovém poháru počítaném do evropského rankingu v Leondingu, kde skončil na děleném pátém místě. O pozici francouzské reprezentační jedničky v těžké váze nad 100 kg si řekl v roce 2007 v 18 letech výsledky na zimních turnajích. V dubnu se stal poprvé mistrem Evropy v srbském Bělehradě a v září se stal poprvé mistrem světa mezi muži v brazilském Riu.
V roce 2008 patřil k favoritům na zisk zlaté olympijské medaile na olympijských hrách v Pekingu. Ve čtvrtfinále se utkal s Uzbekem Abdullou Tangrievem. Taktická bitva bez náznaků bodované techniky pro něho skončila nešťastně. Minutu před koncem prodloužení prohrál souboj o úchop a za stahování obdržel trestný bod. Přes opravy však postoupil do souboje o třetí místo proti Gruzínci Lašovi Gudžedžijanimu. Minutu před koncem podrazil Gudžedžijaniho technikou o-soto-gari a po následném držení zápas ukončil před časovým limitem. Získal bronzovou olympijskou medaili.
v roce 2009 začal spolupracovat s trenérem Benoîtem Camparguem pod jehož vedením vyzrál v prakticky neporazitelného judistu. V září 2010 prohrál na dlouhých skoro 10 let poslední soutěžní zápas po verdiktu na praporky (hantei) s Japoncem Daiki Kamikawou na turnaji mistrovství světa v neolympijské kategorii bez rozdílu vah. V roce 2011 poprvé předváděl na velkých turnajích dominantní výkon plný krásných technických hodů. Žádný z jeho soupeřů s ním na tatami nevydržel celou hrací dobu. V únoru 2012 se na pařížském turnaji prezentoval ve výborném světle, na srpnových olympijských hrách v Londýně však styl boje plně podřídil taktice. V turnaji předvedl jediný bodovaný hod, když ve druhém kole v závěru poslal za rozhodnutého stavu Tunisana Fajsala Džáballáha uči-matou na ippon. Ve finále proti Rusu Alexandru Michajlinovi se pouze přetlačoval v boji o úchop a zvítězil na nižší počet napomenutí (šido). Získal zlatou olympijskou medaili.
Období od roku 2013 je pro jeho sportovní kariéru charakteristické minimalizováním startů na turnajích. V tomto období změnil osobního trenéra, kterým se stal Franck Chambilly, přibral na váze cca 10 kg a začal trpět různými zdravotními neduhy. V roce 2015 na mistrovství světa v kazašské Astaně (Nur-Sultanu) jen s problémy ustál ve finále chvat o-uči-gari Japonce Rjú Šičinoheho. Na olympijských hrách v Riu se opět neprezentoval v optimální formě. V semifinále urval v posledních sekundách vítězství technikou hikikomi-gaeši proti Izraelci Orimu Sasonovi, když v průběhu zápasu s problémy odrazil dva Sasonovy výpady sode-curikomi-goši. Ve finále proti Japonci Hisajoši Harasawovi se hned v úvodu dostal do výhody na šido po stahování soupeře a udržovací taktikou dovedl zápas do vítězného konce na nižší počet trestů. Získal druhou zlatou olympijskou medaili.
Svůj čtvrtý olympijský cyklus začal na podzim 2017 vystoupením na mistrovství světa v maďarské Budapešti a získal osmý titul mistra světa v těžké váze nad 100 kg. Stále častěji se však omílala otázka jeho další porážky. Na tu si dělala zálusk celá řada judistů, mimo jiné i Čech Lukáš Krpálek. Sezonu 2018 vynechal z neznámých důvodů, pravděpodobně kvůli zranění. V tomto období narostla jeho váha až k 160 kg. V roce 2019 se očekával jeho návrat na turnaje z důvodu výrazného propadu rankingem (žebříčkem) IJF. K návratu si zvolil menší turnaj Grand Prix v kanadském Montréalu počátkem června a na podzim turnaj v brazilském hlavním městě Brasílii. Oba turnaje vyhrál, ale několikrát byl v situaci, kdy na něm soupeř skoro získal technické body. V Brasilii dokonce ve čtvrtfinále s Inalem Tasojevem rozhodčí zahlásil proti němu wazari, ale videorozhodčí bodovaní posléze zrušil. Zářijové Mistrovství světa v Tokiu vynechal.
Na grandslamu v Paříži 9. února 2020 po více než devíti letech a 154 zápasech skončila jeho vítězná série bez porážky. V osmifinále prohrál v prodloužení s Japoncem Kokoro Kageurou kontrachvatem uči-mata-sukaši.

### Vítězství
- 2008 – 1× světový pohár (Paříž)
- 2009 – 1× světový pohár (Paříž)
- 2010 – 2× světový pohár (Paříž, Lisabon), turnaj mistrů (Suwon)
- 2011 – 1× světový pohár (Paříž), turnaj mistrů (Baku)
- 2012 – 2× světový pohár (Paříž, Lisabon)
- 2013 – 1× světový pohár (Paříž)
- 2014 – 1× světový pohár (Čedžu)
- 2015 – 2× světový pohár (Čching-tao, Čedžu), turnaj mistrů (Rabat)
- 2016 – 1× světový pohár (Samsun)
- 2017 – 1× světový pohár (Záhřeb)
- 2019 – 2× světový pohár (Montreal, Brasilia)

## Výsledky

### Váhové kategorie
| Olympijské hry     |    |    |    | 3. |    |    |    | 1. |    |    |    | 1. |    |   |   |     |    |  |  |  |  |  |  |  |
| Mistrovství světa  | —  |    | 1. |    | 1. | 1. | 1. |    | 1. | 1. | 1. |    | 1. | — | — |     |    |  |  |  |  |  |  |  |
| Evropské hry       |    |    |    |    |    |    |    |    |    |    | —  |    |    |   | — |     |    |  |  |  |  |  |  |  |
| Mistrovství Evropy | —  | —  | 1. | —  | —  | —  | 1. | —  | 1. | 1. | —  | 1. | —  | — | — | —   | —  |  |  |  |  |  |  |  |
| Středomořské hry   | —  |    |    |    | 1. |    |    |    | —  |    |    |    | —  |   |   |     | —  |  |  |  |  |  |  |  |
| Turnaj mistrů      |    |    |    |    |    | 1. | 1. | —  | —  |    | 1. | —  | —  | — | — | —   | 1. |  |  |  |  |  |  |  |
| VC Francie         | —  | —  | 3. | 1. | 1. | 1. | 1. | 1. | 1. | —  | —  | —  | —  | — | — | úč. | —  |  |  |  |  |  |  |  |
| MS juniorů         |    | 1. |    | 1. |    |    |    |    |    |    |    |    |    |   |   |     |    |  |  |  |  |  |  |  |
| ME juniorů         | 3. | 1. | —  | —  |    |    |    |    |    |    |    |    |    |   |   |     |    |  |  |  |  |  |  |  |

### Bez rozdílu vah
| Turnaj            | 2005 | 2006 | 2007 | 2008 | 2009 | 2010 | 2011 | 2012 | 2013 | 2014 | 2015 | 2016 | 2017 |
| Turnaj            | 16   | 17   | 18   | 19   | 20   | 21   | 22   | 23   | 24   | 25   | 26   | 27   | 28   |
| ----------------- | ---- | ---- | ---- | ---- | ---- | ---- | ---- | ---- | ---- | ---- | ---- | ---- | ---- |
| Mistrovství světa | —    |      | —    | 1.   |      | 2.   | —    |      |      |      |      |      | 1.   |

### Olympijské hry a mistrovství světa
| Olympijské hry a mistrovství světa   | Olympijské hry a mistrovství světa   | Olympijské hry a mistrovství světa   | Olympijské hry a mistrovství světa   | Olympijské hry a mistrovství světa    | Olympijské hry a mistrovství světa   | Olympijské hry a mistrovství světa   | Olympijské hry a mistrovství světa   |
| Kolo                                 | Výsledek                             | Bilance                              | Soupeř                               | Výsledek                              | Datum                                | Turnaj                               | Místo                                |
| 2019 Mistrovství světa – nestartoval | 2019 Mistrovství světa – nestartoval | 2019 Mistrovství světa – nestartoval | 2019 Mistrovství světa – nestartoval | 2019 Mistrovství světa – nestartoval  | 2019 Mistrovství světa – nestartoval | 2019 Mistrovství světa – nestartoval | 2019 Mistrovství světa – nestartoval |
| 2018 Mistrovství světa – nestartoval | 2018 Mistrovství světa – nestartoval | 2018 Mistrovství světa – nestartoval | 2018 Mistrovství světa – nestartoval | 2018 Mistrovství světa – nestartoval  | 2018 Mistrovství světa – nestartoval | 2018 Mistrovství světa – nestartoval | 2018 Mistrovství světa – nestartoval |
| 2017 Mistrovství světa nad 100 kg    | 2017 Mistrovství světa nad 100 kg    | 2017 Mistrovství světa nad 100 kg    | 2017 Mistrovství světa nad 100 kg    | 2017 Mistrovství světa nad 100 kg     | 2017 Mistrovství světa nad 100 kg    | 2017 Mistrovství světa nad 100 kg    | 2017 Mistrovství světa nad 100 kg    |
| ------------------------------------ | ------------------------------------ | ------------------------------------ | ------------------------------------ | ------------------------------------- | ------------------------------------ | ------------------------------------ | ------------------------------------ |
| finále                               | vítězství                            | 57-1                                 | David Moura (BRA)                    | 5:49 (gs) / 101 / 001 / hiz           | 2. září 2017                         | Mistrovství světa                    | Budapešť, Maďarsko                   |
| semifinále                           | vítězství                            | 56-1                                 | Guram Tušišvili (GEO)                | 4:25 (gs) / 01 / 00 / ygu             | 2. září 2017                         | Mistrovství světa                    | Budapešť, Maďarsko                   |
| čtvrtfinále                          | vítězství                            | 55-1                                 | Rafael Silva (BRA)                   | 2:09 / 03 / 00 / hkg, sta+drž         | 2. září 2017                         | Mistrovství světa                    | Budapešť, Maďarsko                   |
| 1/16                                 | vítězství                            | 54-1                                 | Freddy Figueroa (ECU)                | 2:56 / 02 / 001 / osm+drž             | 2. září 2017                         | Mistrovství světa                    | Budapešť, Maďarsko                   |
| 1/32                                 | vítězství                            | 53-1                                 | Öldzíbajaryn Dűrenbajar (MGL)        | 2:18 / 10 / 002 / sta                 | 2. září 2017                         | Mistrovství světa                    | Budapešť, Maďarsko                   |
| 1/64                                 | vítězství                            | 52-1                                 | Majsara an-Nadžár (EGY)              | 3:08 / 02 / 002 / hiz+drž             | 2. září 2017                         | Mistrovství světa                    | Budapešť, Maďarsko                   |
| 2016 Olympijské hry nad 100 kg       |                                      |                                      |                                      |                                       |                                      |                                      |                                      |
| finále                               | vítězství                            | 51-1                                 | Hisajoši Harasawa (JPN)              | 0001 / 0002 / jusei-gači              | 12. srpna 2016                       | Olympijské hry                       | Rio de Janeiro, Brazílie             |
| semifinále                           | vítězství                            | 50-1                                 | Ori Sason (ISR)                      | 0101 / 0001 / hkg                     | 12. srpna 2016                       | Olympijské hry                       | Rio de Janeiro, Brazílie             |
| čtvrtfinále                          | vítězství                            | 49-1                                 | Rafael Silva (BRA)                   | 0101 / 0003 / hkg                     | 12. srpna 2016                       | Olympijské hry                       | Rio de Janeiro, Brazílie             |
| 1/16                                 | vítězství                            | 48-1                                 | Amín Tajjib (ALG)                    | 1:05 / 020 / 0001 / ogu+drž           | 12. srpna 2016                       | Olympijské hry                       | Rio de Janeiro, Brazílie             |
| 2015 Mistrovství světa nad 100 kg    |                                      |                                      |                                      |                                       |                                      |                                      |                                      |
| finále                               | vítězství                            | 47-1                                 | Rjú Šičinohe (JPN)                   | 0113 / 0003 / 2×hkg                   | 29. srpna 2015                       | Mistrovství světa                    | Astana, Kazachstán                   |
| semifinále                           | vítězství                            | 46-1                                 | Kim Song-min (KOR)                   | 3:46 / 021 / 0002 / hkg+drž, hkg      | 29. srpna 2015                       | Mistrovství světa                    | Astana, Kazachstán                   |
| čtvrtfinále                          | vítězství                            | 45-1                                 | André Breitbarth (GER)               | 1:51 / 0201 / 0001 / uma+oug+drž      | 29. srpna 2015                       | Mistrovství světa                    | Astana, Kazachstán                   |
| 1/16                                 | vítězství                            | 44-1                                 | Jurij Krakoveckij (KGZ)              | 2:43 / 110 / 0001 / hkg, agu          | 29. srpna 2015                       | Mistrovství světa                    | Astana, Kazachstán                   |
| 1/32                                 | vítězství                            | 43-1                                 | Juhan Mettis (EST)                   | 4:15 / 100 / 0002 / hrm               | 29. srpna 2015                       | Mistrovství světa                    | Astana, Kazachstán                   |
| 2014 Mistrovství světa nad 100 kg    |                                      |                                      |                                      |                                       |                                      |                                      |                                      |
| finále                               | vítězství                            | 42-1                                 | Rjú Šičinohe (JPN)                   | 000 / 0003 / jusei-gači               | 30. srpna 2014                       | Mistrovství světa                    | Čeljabinsk, Rusko                    |
| semifinále                           | vítězství                            | 41-1                                 | Rafael Silva (BRA)                   | 0:50 / 100 / 000 / oej                | 30. srpna 2014                       | Mistrovství světa                    | Čeljabinsk, Rusko                    |
| čtvrtfinále                          | vítězství                            | 40-1                                 | Renat Saidov (RUS)                   | 1:22 / 020 / 000 / hkg+drž            | 30. srpna 2014                       | Mistrovství světa                    | Čeljabinsk, Rusko                    |
| 1/16                                 | vítězství                            | 39-1                                 | Michal Horák (CZE)                   | 0:37 / 100 / 000 / uma                | 30. srpna 2014                       | Mistrovství světa                    | Čeljabinsk, Rusko                    |
| 1/32                                 | vítězství                            | 38-1                                 | Ori Sason (ISR)                      | 0:49 / 100 / 000 / osge               | 30. srpna 2014                       | Mistrovství světa                    | Čeljabinsk, Rusko                    |
| 2013 Mistrovství světa nad 100 kg    |                                      |                                      |                                      |                                       |                                      |                                      |                                      |
| finále                               | vítězství                            | 37-1                                 | Rafael Silva (BRA)                   | 2:24 / 020 / 0001 / osg+držení        | 31. srpna 2013                       | Mistrovství světa                    | Rio de Janeiro, Brazílie             |
| semifinále                           | vítězství                            | 36-1                                 | Adam Okruašvili (GEO)                | 0:57 / 101 / 000 / uma+držení         | 31. srpna 2013                       | Mistrovství světa                    | Rio de Janeiro, Brazílie             |
| čtvrtfinále                          | vítězství                            | 35-1                                 | Oscar Braison (CUB)                  | 2:08 / 1001 / 0002 / osg              | 31. srpna 2013                       | Mistrovství světa                    | Rio de Janeiro, Brazílie             |
| 1/16                                 | vítězství                            | 34-1                                 | Alexandr Vachovjak (BLR)             | 1:31 / 100 / 000 / ogr                | 31. srpna 2013                       | Mistrovství světa                    | Rio de Janeiro, Brazílie             |
| 1/32                                 | vítězství                            | 33-1                                 | Mukhamadmurod Abdurakhmonov (TJK)    | 3:57 / 0011 / 0003 / ksg, jus         | 31. srpna 2013                       | Mistrovství světa                    | Rio de Janeiro, Brazílie             |
| 2012 Olympijské hry nad 100 kg       |                                      |                                      |                                      |                                       |                                      |                                      |                                      |
| finále                               | vítězství                            | 32-1                                 | Alexandr Michajlin (RUS)             | 0101 / 0003 / jusei-gači              | 2. srpna 2012                        | Olympijské hry                       | Londýn, Spojené království           |
| semifinále                           | vítězství                            | 31-1                                 | Kim Song-min (KOR)                   | 010 / 0003 / jusei-gači               | 2. srpna 2012                        | Olympijské hry                       | Londýn, Spojené království           |
| čtvrtfinále                          | vítězství                            | 30-1                                 | Oscar Braison (CUB)                  | 4:31 / 100 / 0001 / držení            | 2. srpna 2012                        | Olympijské hry                       | Londýn, Spojené království           |
| 1/16                                 | vítězství                            | 29-1                                 | Fajsal Džáballáh (TUN)               | 4:49 / 101 / 0002 / uma               | 2. srpna 2012                        | Olympijské hry                       | Londýn, Spojené království           |
| 1/32                                 | vítězství                            | 28-1                                 | Janusz Wojnarowicz (POL)             | 010 / 0003 / jusei-gači               | 2. srpna 2012                        | Olympijské hry                       | Londýn, Spojené království           |
| 2011 Mistrovství světa nad 100 kg    |                                      |                                      |                                      |                                       |                                      |                                      |                                      |
| finále                               | vítězství                            | 27-1                                 | Andreas Tölzer (GER)                 | 3:33 / 100 / 000 / oug                | 27. srpna 2011                       | Mistrovství světa                    | Paříž, Francie                       |
| semifinále                           | vítězství                            | 26-1                                 | Kim Song-min (KOR)                   | 0:44 / 100 / 000 / osg                | 27. srpna 2011                       | Mistrovství světa                    | Paříž, Francie                       |
| čtvrtfinále                          | vítězství                            | 25-1                                 | Barna Bor (HUN)                      | 0:35 / 100 / 000 / oug+ksg            | 27. srpna 2011                       | Mistrovství světa                    | Paříž, Francie                       |
| 1/16                                 | vítězství                            | 24-1                                 | Namsrajdžavyn Bacúri (MGL)           | 2:46 / 110 / 0003 / uma               | 27. srpna 2011                       | Mistrovství světa                    | Paříž, Francie                       |
| 1/32                                 | vítězství                            | 23-1                                 | Robert Zimmermann (GER)              | 1:55 / 100 / 000 / uma+oej            | 27. srpna 2011                       | Mistrovství světa                    | Paříž, Francie                       |
| 1/64                                 | vítězství                            | 22-1                                 | Daniel Hernandes (BRA)               | 1:43 / 100 / 000 / uma                | 27. srpna 2011                       | Mistrovství světa                    | Paříž, Francie                       |
| 2010 Mistrovství světa nad 100 kg    |                                      |                                      |                                      |                                       |                                      |                                      |                                      |
| finále                               | vítězství                            | 21-1                                 | Andreas Tölzer (GER)                 | 5:46 (gs) / 001 / 0001 / oug          | 9. září 2010                         | Mistrovství světa                    | Tokio, Japonsko                      |
| semifinále                           | vítězství                            | 20-1                                 | Kazuhiko Takahaši (JPN)              | 5:20 (gs) / 1012 / 0012 / tno         | 9. září 2010                         | Mistrovství světa                    | Tokio, Japonsko                      |
| čtvrtfinále                          | vítězství                            | 19-1                                 | Rafael Silva (BRA)                   | 1:54 / 101 / 0002 / oej               | 9. září 2010                         | Mistrovství světa                    | Tokio, Japonsko                      |
| 1/16                                 | vítězství                            | 18-1                                 | Dmitrij Stěrchov (RUS)               | 4:30 / 111 / 0002 / oug, uma          | 9. září 2010                         | Mistrovství světa                    | Tokio, Japonsko                      |
| 1/32                                 | vítězství                            | 17-1                                 | Lin Jou-cheng (TPE)                  | 1:49 / 110 / 0001 / 2×oug             | 9. září 2010                         | Mistrovství světa                    | Tokio, Japonsko                      |
| 1/64                                 | vítězství                            | 16-1                                 | Kim Su-wan (KOR)                     | 1:07 / 100 / 000 / hrg                | 9. září 2010                         | Mistrovství světa                    | Tokio, Japonsko                      |
| 2009 Mistrovství světa nad 100 kg    |                                      |                                      |                                      |                                       |                                      |                                      |                                      |
| finále                               | vítězství                            | 15-1                                 | Oscar Braison (CUB)                  | 0011 / 0002 / jusei-gači              | 30. srpna 2009                       | Mistrovství světa                    | Rotterdam, Nizozemsko                |
| semifinále                           | vítězství                            | 14-1                                 | Marius Paškevičius (LTU)             | 3:07 / 1101 / 0003 / hra              | 30. srpna 2009                       | Mistrovství světa                    | Rotterdam, Nizozemsko                |
| čtvrtfinále                          | vítězství                            | 13-1                                 | Martin Padar (EST)                   | 0102 / 0013 / jusei-gači              | 30. srpna 2009                       | Mistrovství světa                    | Rotterdam, Nizozemsko                |
| 1/16                                 | vítězství                            | 12-1                                 | Ivan Iliev (BUL)                     | 4:51 / 1101 / 0003 / osg              | 30. srpna 2009                       | Mistrovství světa                    | Rotterdam, Nizozemsko                |
| 1/32                                 | vítězství                            | 11-1                                 | Vladimir Osnač (LAT)                 | 1:50 / 100 / 000 / osg                | 30. srpna 2009                       | Mistrovství světa                    | Rotterdam, Nizozemsko                |
| 2008 Olympijské hry nad 100 kg       |                                      |                                      |                                      |                                       |                                      |                                      |                                      |
| o 3. místo                           | vítězství                            | 10-1                                 | Laša Gudžedžijani (GEO)              | 3:59 / 1011 / 00001 / osg+drž         | 15. srpna 2008                       | Olympijské hry                       | Peking, Čína                         |
| opravy                               | vítězství                            | 9-1                                  | João Gabriel Schlittler (BRA)        | 0:0 / 1000 / 0000 / hrm               | 15. srpna 2008                       | Olympijské hry                       | Peking, Čína                         |
| opravy                               | vítězství                            | 8-1                                  | Andreas Tölzer (GER)                 | 00202 / 0010 / sug                    | 15. srpna 2008                       | Olympijské hry                       | Peking, Čína                         |
| čtvrtfinále                          | prohra                               | 7-1                                  | Abdulla Tangriev (UZB)               | 9:05 (gs) / 00001 / 0001 / jusei-gači | 15. srpna 2008                       | Olympijské hry                       | Peking, Čína                         |
| 1/16                                 | vítězství                            | 7-0                                  | Eldos Ichsangalijev (KAZ)            | 0:47 / 1000 / 0000 / osg              | 15. srpna 2008                       | Olympijské hry                       | Peking, Čína                         |
| 1/32                                 | vítězství                            | 6-0                                  | Anís Šádylí (TUN)                    | 5:57 (gs) / 0010 / 0000 / osg         | 15. srpna 2008                       | Olympijské hry                       | Peking, Čína                         |
| 2007 Mistrovství světa nad 100 kg    |                                      |                                      |                                      |                                       |                                      |                                      |                                      |
| finále                               | vítězství                            | 5-0                                  | Tamerlan Tmenov (RUS)                | 01001 / 0001 / osg                    | 13. září 2007                        | Mistrovství světa                    | Rio de Janeiro, Brazílie             |
| semifinále                           | vítězství                            | 4-0                                  | Wei Siang-ťün (CHN)                  | 0010 / 0000 / hrm                     | 13. září 2007                        | Mistrovství světa                    | Rio de Janeiro, Brazílie             |
| čtvrtfinále                          | vítězství                            | 3-0                                  | Tino Bierau (GER)                    | 1:18 / 1000 / 0000 / ?                | 13. září 2007                        | Mistrovství světa                    | Rio de Janeiro, Brazílie             |
| 1/16                                 | vítězství                            | 2-0                                  | Jurij Rybak (BLR)                    | 2:11 / 1000 / 0010 / ?                | 13. září 2007                        | Mistrovství světa                    | Rio de Janeiro, Brazílie             |
| 1/32                                 | vítězství                            | 1-0                                  | Kósei Inoue (JPN)                    | 0010 / 0000 / tno                     | 13. září 2007                        | Mistrovství světa                    | Rio de Janeiro, Brazílie             |

### Mistrovství Evropy / Evropské hry
| Mistrovství Evropy / Evropské hry                    | Mistrovství Evropy / Evropské hry                    | Mistrovství Evropy / Evropské hry                    | Mistrovství Evropy / Evropské hry                    | Mistrovství Evropy / Evropské hry                    | Mistrovství Evropy / Evropské hry                    | Mistrovství Evropy / Evropské hry                    | Mistrovství Evropy / Evropské hry                    |
| Kolo                                                 | Výsledek                                             | Bilance                                              | Soupeř                                               | Výsledek                                             | Datum                                                | Turnaj                                               | Místo                                                |
| 2021 Mistrovství Evropy – nestartoval                | 2021 Mistrovství Evropy – nestartoval                | 2021 Mistrovství Evropy – nestartoval                | 2021 Mistrovství Evropy – nestartoval                | 2021 Mistrovství Evropy – nestartoval                | 2021 Mistrovství Evropy – nestartoval                | 2021 Mistrovství Evropy – nestartoval                | 2021 Mistrovství Evropy – nestartoval                |
| 2020 Mistrovství Evropy – nestartoval                | 2020 Mistrovství Evropy – nestartoval                | 2020 Mistrovství Evropy – nestartoval                | 2020 Mistrovství Evropy – nestartoval                | 2020 Mistrovství Evropy – nestartoval                | 2020 Mistrovství Evropy – nestartoval                | 2020 Mistrovství Evropy – nestartoval                | 2020 Mistrovství Evropy – nestartoval                |
| 2019 Mistrovství Evropy a Evropské hry – nestartoval | 2019 Mistrovství Evropy a Evropské hry – nestartoval | 2019 Mistrovství Evropy a Evropské hry – nestartoval | 2019 Mistrovství Evropy a Evropské hry – nestartoval | 2019 Mistrovství Evropy a Evropské hry – nestartoval | 2019 Mistrovství Evropy a Evropské hry – nestartoval | 2019 Mistrovství Evropy a Evropské hry – nestartoval | 2019 Mistrovství Evropy a Evropské hry – nestartoval |
| 2018 Mistrovství Evropy – nestartoval                | 2018 Mistrovství Evropy – nestartoval                | 2018 Mistrovství Evropy – nestartoval                | 2018 Mistrovství Evropy – nestartoval                | 2018 Mistrovství Evropy – nestartoval                | 2018 Mistrovství Evropy – nestartoval                | 2018 Mistrovství Evropy – nestartoval                | 2018 Mistrovství Evropy – nestartoval                |
| 2017 Mistrovství Evropy – nestartoval                | 2017 Mistrovství Evropy – nestartoval                | 2017 Mistrovství Evropy – nestartoval                | 2017 Mistrovství Evropy – nestartoval                | 2017 Mistrovství Evropy – nestartoval                | 2017 Mistrovství Evropy – nestartoval                | 2017 Mistrovství Evropy – nestartoval                | 2017 Mistrovství Evropy – nestartoval                |
| 2016 Mistrovství Evropy nad 100 kg                   | 2016 Mistrovství Evropy nad 100 kg                   | 2016 Mistrovství Evropy nad 100 kg                   | 2016 Mistrovství Evropy nad 100 kg                   | 2016 Mistrovství Evropy nad 100 kg                   | 2016 Mistrovství Evropy nad 100 kg                   | 2016 Mistrovství Evropy nad 100 kg                   | 2016 Mistrovství Evropy nad 100 kg                   |
| ---------------------------------------------------- | ---------------------------------------------------- | ---------------------------------------------------- | ---------------------------------------------------- | ---------------------------------------------------- | ---------------------------------------------------- | ---------------------------------------------------- | ---------------------------------------------------- |
| finále                                               | vítězství                                            | 21-0                                                 | Ori Sason (ISR)                                      | 4:54 / 1001 / 0003 / jg                              | 23. dubna 2016                                       | Mistrovství Evropy                                   | Kazaň, Rusko                                         |
| semifinále                                           | vítězství                                            | 20-0                                                 | Levan Matyjašvili (GEO)                              | 4:59 / 1001 / 0002 / tno                             | 23. dubna 2016                                       | Mistrovství Evropy                                   | Kazaň, Rusko                                         |
| čtvrtfinále                                          | vítězství                                            | 19-0                                                 | André Breitbarth (GER)                               | 0:23 / 100 / 000 / osg                               | 23. dubna 2016                                       | Mistrovství Evropy                                   | Kazaň, Rusko                                         |
| 1/16                                                 | vítězství                                            | 18-0                                                 | Alexandr Vachovjak (BLR)                             | 2:57 / 100 / 0003 / oug                              | 23. dubna 2016                                       | Mistrovství Evropy                                   | Kazaň, Rusko                                         |
| 2015 Mistrovství Evropy a Evropské hry – nestartoval |                                                      |                                                      |                                                      |                                                      |                                                      |                                                      |                                                      |
| 2014 Mistrovství Evropy nad 100 kg                   |                                                      |                                                      |                                                      |                                                      |                                                      |                                                      |                                                      |
| finále                                               | vítězství                                            | 17-0                                                 | Adam Okruašvili (GEO)                                | 4:00 / 1001 / 0002 / sug                             | 26. dubna 2014                                       | Mistrovství Evropy                                   | Montpellier, Francie                                 |
| semifinále                                           | vítězství                                            | 16-0                                                 | Marius Paškevičius (LTU)                             | 2:23 / 1001 / 0002 / osg+ksg                         | 26. dubna 2014                                       | Mistrovství Evropy                                   | Montpellier, Francie                                 |
| čtvrtfinále                                          | vítězství                                            | 15-0                                                 | Stanislav Bondarenko (UKR)                           | 3:51 / 0001 / 0004 / jusei-gači                      | 26. dubna 2014                                       | Mistrovství Evropy                                   | Montpellier, Francie                                 |
| 1/16                                                 | vítězství                                            | 14-0                                                 | Ušangi Kokauri (AZE)                                 | 1:47 / 100 / 0001 / oug                              | 26. dubna 2014                                       | Mistrovství Evropy                                   | Montpellier, Francie                                 |
| 2013 Mistrovství Evropy nad 100 kg                   |                                                      |                                                      |                                                      |                                                      |                                                      |                                                      |                                                      |
| finále                                               | vítězství                                            | 13-0                                                 | Adam Okruašvili (GEO)                                | 0001 / 0003 / jusei-gači                             | 27. dubna 2013                                       | Mistrovství Evropy                                   | Budapešť, Maďarsko                                   |
| semifinále                                           | vítězství                                            | 12-0                                                 | Renat Saidov (RUS)                                   | 3:14 / 0001 / 0004 / jusei-gači                      | 27. dubna 2013                                       | Mistrovství Evropy                                   | Budapešť, Maďarsko                                   |
| čtvrtfinále                                          | vítězství                                            | 11-0                                                 | Robert Zimmermann (GER)                              | 0:49 / 100 / 000 / uma                               | 27. dubna 2013                                       | Mistrovství Evropy                                   | Budapešť, Maďarsko                                   |
| 1/16                                                 | vítězství                                            | 10-0                                                 | Grim Vuijsters (NED)                                 | 4:34 / 000 / 0004 / jusei-gači                       | 27. dubna 2013                                       | Mistrovství Evropy                                   | Budapešť, Maďarsko                                   |
| 2012 Mistrovství Evropy – nestartoval                |                                                      |                                                      |                                                      |                                                      |                                                      |                                                      |                                                      |
| 2011 Mistrovství Evropy nad 100 kg                   |                                                      |                                                      |                                                      |                                                      |                                                      |                                                      |                                                      |
| finále                                               | vítězství                                            | 9-0                                                  | Barna Bor (HUN)                                      | 1:02 / 100 / 000 / osg                               | 23. dubna 2011                                       | Mistrovství Evropy                                   | Istanbul, Turecko                                    |
| semifinále                                           | vítězství                                            | 8-0                                                  | Martin Padar (EST)                                   | 4:43 / 110 / 0003 / ksg                              | 23. dubna 2011                                       | Mistrovství Evropy                                   | Istanbul, Turecko                                    |
| čtvrtfinále                                          | vítězství                                            | 7-0                                                  | Asaf Zohar (ISR)                                     | 2:29 / 101 / 000 / oug+drž                           | 23. dubna 2011                                       | Mistrovství Evropy                                   | Istanbul, Turecko                                    |
| 1/16                                                 | vítězství                                            | 6-0                                                  | Emil Tahirov (AZE)                                   | 1:26 / 100 / 000 / oug                               | 23. dubna 2011                                       | Mistrovství Evropy                                   | Istanbul, Turecko                                    |
| 1/32                                                 | vítězství                                            | 5-0                                                  | Nodar Metreveli (GEO)                                | 3:45 / 110 / 0001 / uma                              | 23. dubna 2011                                       | Mistrovství Evropy                                   | Istanbul, Turecko                                    |
| 2010 Mistrovství Evropy – nestartoval                |                                                      |                                                      |                                                      |                                                      |                                                      |                                                      |                                                      |
| 2009 Mistrovství Evropy – nestartoval                |                                                      |                                                      |                                                      |                                                      |                                                      |                                                      |                                                      |
| 2008 Mistrovství Evropy – nestartoval                |                                                      |                                                      |                                                      |                                                      |                                                      |                                                      |                                                      |
| 2007 Mistrovství Evropy nad 100 kg                   |                                                      |                                                      |                                                      |                                                      |                                                      |                                                      |                                                      |
| finále                                               | vítězství                                            | 4-0                                                  | Laša Gudžedžijani (GEO)                              | 4:55 / 1011 / 0001 / hrg+osg, dab, hrg               | 8. dubna 2007                                        | Mistrovství Evropy                                   | Bělehrad, Srbsko                                     |
| semifinále                                           | vítězství                                            | 3-0                                                  | Matjaž Ceraj (SLO)                                   | 0011 / 0000 / ?                                      | 8. dubna 2007                                        | Mistrovství Evropy                                   | Bělehrad, Srbsko                                     |
| čtvrtfinále                                          | vítězství                                            | 2-0                                                  | Andreas Tölzer (GER)                                 | 01001 / 0001 / hrg+oug                               | 8. dubna 2007                                        | Mistrovství Evropy                                   | Bělehrad, Srbsko                                     |
| 1/16                                                 | vítězství                                            | 1-0                                                  | Marius Paškevičius (LTU)                             | 0001 / 00001 / jusei-gači                            | 8. dubna 2007                                        | Mistrovství Evropy                                   | Bělehrad, Srbsko                                     |

### Světový pohár
| Světový pohár                    | Světový pohár                 | Světový pohár                 | Světový pohár                       | Světový pohár                 | Světový pohár                     | Světový pohár                 |
| Výsledek                         | Bilance                       | Soupeř                        | Výsledek                            | Datum                         | Turnaj                            | Místo                         |
| 2021 Turnaj mistrů nad 100 kg    | 2021 Turnaj mistrů nad 100 kg | 2021 Turnaj mistrů nad 100 kg | 2021 Turnaj mistrů nad 100 kg       | 2021 Turnaj mistrů nad 100 kg | 2021 Turnaj mistrů nad 100 kg     | 2021 Turnaj mistrů nad 100 kg |
| -------------------------------- | ----------------------------- | ----------------------------- | ----------------------------------- | ----------------------------- | --------------------------------- | ----------------------------- |
| vítězství                        | 100-9                         | Inal Tasojev (RUS)            | 3:45 / 001 / 003 / jusei-gači       | 13. ledna 2021                | Turnaj mistrů 2021                | Dauhá, Katar                  |
| vítězství                        | 99-9                          | Jakiv Chammo (UKR)            | 011 / 001 / hrm                     | 13. ledna 2021                | Turnaj mistrů 2021                | Dauhá, Katar                  |
| vítězství                        | 98-9                          | Tamerlan Bašajev (RUS)        | 2:33 / 11 / 00 / hrg, ksg           | 13. ledna 2021                | Turnaj mistrů 2021                | Dauhá, Katar                  |
| vítězství                        | 97-9                          | Gela Za'ališvili (GEO)        | 1:49 / 001 / 002 / ksg+oej          | 13. ledna 2021                | Turnaj mistrů 2021                | Dauhá, Katar                  |
| vítězství                        | 96-9                          | Roy Meyer (NED)               | 3:27 / 02 / 001 / hrm, hkg          | 13. ledna 2021                | Turnaj mistrů 2021                | Dauhá, Katar                  |
| 2020 Grand Slam nad 100 kg       |                               |                               |                                     |                               |                                   |                               |
| prohra                           | 95-9                          | Kokoro Kageura (JPN)          | 4:40 (gs) / 00 / 01 / ums           | 9. února 2020                 | Grand Slam 2020                   | Paříž, Francie                |
| vítězství                        | 95-8                          | Stephan Hegyi (AUT)           | 4:23 (gs) / 101 / 001 / hkg         | 9. února 2020                 | Grand Slam 2020                   | Paříž, Francie                |
| vítězství                        | 94-8                          | Richárd Sipőcz (HUN)          | 6:16 (gs) / 002 / 003 / jusei-gači  | 9. února 2020                 | Grand Slam 2020                   | Paříž, Francie                |
| 2019 Grand Slam nad 100 kg       |                               |                               |                                     |                               |                                   |                               |
| vítězství                        | 93-8                          | David Moura (BRA)             | 0:20 / 10 / 00 / osm                | 8. října 2019                 | Grand Slam 2019                   | Brasília, Brazílie            |
| vítězství                        | 92-8                          | Lukáš Krpálek (CZE)           | 3:56 / 001 / 003 / jusei-gači       | 8. října 2019                 | Grand Slam 2019                   | Brasília, Brazílie            |
| vítězství                        | 91-8                          | Inal Tasojev (RUS)            | 011 / 002 / osm                     | 8. října 2019                 | Grand Slam 2019                   | Brasília, Brazílie            |
| vítězství                        | 90-8                          | Kokoro Kageura (JPN)          | 9:54 (gs) / 011 / 002 / hrg         | 8. října 2019                 | Grand Slam 2019                   | Brasília, Brazílie            |
| 2019 Grand Prix nad 100 kg       |                               |                               |                                     |                               |                                   |                               |
| vítězství                        | 89-8                          | Hisajoši Harasawa (JPN)       | 5:08 (gs) / 012 / 002 / osg         | 5. července 2019              | Grand Prix 2019                   | Montréal, Kanada              |
| vítězství                        | 88-8                          | Lukáš Krpálek (CZE)           | 6:00 (gs) / 102 / 002 / hrg         | 5. července 2019              | Grand Prix 2019                   | Montréal, Kanada              |
| vítězství                        | 87-8                          | Vlăduț Simionescu (ROU)       | 2:27 / 101 / 002 / hrg              | 5. července 2019              | Grand Prix 2019                   | Montréal, Kanada              |
| vítězství                        | 86-8                          | Ajax Tadehara (USA)           | 1:08 / 10 / 001 / sta               | 5. července 2019              | Grand Prix 2019                   | Montréal, Kanada              |
| 2017 Grand Prix nad 100 kg       |                               |                               |                                     |                               |                                   |                               |
| vítězství                        | 85-8                          | Stephan Hegyi (AUT)           | 1:44 / 101 / 00 / hrg               | 1. října 2017                 | Grand Prix 2017                   | Záhřeb, Chorvatsko            |
| vítězství                        | 84-8                          | Žarko Ćulum (SRB)             | 2:55 / 101 / 003 / jusei-gači       | 1. října 2017                 | Grand Prix 2017                   | Záhřeb, Chorvatsko            |
| vítězství                        | 83-8                          | Benjamin Harmegnies (BEL)     | 2:44 / 10 / 002 / osg               | 1. října 2017                 | Grand Prix 2017                   | Záhřeb, Chorvatsko            |
| vítězství                        | 82-8                          | Mustafa Abdalláví (MAR)       | 2:01 / 102 / 003 / jusei-gači       | 1. října 2017                 | Grand Prix 2017                   | Záhřeb, Chorvatsko            |
| 2016 Grand Prix nad 100 kg       |                               |                               |                                     |                               |                                   |                               |
| vítězství                        | 81-8                          | Levan Matyjašvili (GEO)       | 010 / 0002 / uma                    | 3. dubna 2016                 | Grand Prix 2016                   | Samsun, Turecko               |
| vítězství                        | 80-8                          | David Moura (BRA)             | 4:23 / 100 / 0003 / hkg+drž         | 3. dubna 2016                 | Grand Prix 2016                   | Samsun, Turecko               |
| vítězství                        | 79-8                          | Daniel Allerstorfer (AUT)     | 3:00 / 100 / 0001 / osg             | 3. dubna 2016                 | Grand Prix 2016                   | Samsun, Turecko               |
| vítězství                        | 78-8                          | Juhan Mettis (EST)            | 4:56 / 101 / 0003 / osg             | 3. dubna 2016                 | Grand Prix 2016                   | Samsun, Turecko               |
| 2015 Grand Prix nad 100 kg       |                               |                               |                                     |                               |                                   |                               |
| vítězství                        | 77-8                          | Kim Song-min (KOR)            | 1:36 / 100 / 000 / sta              | 28. listopadu 2015            | Grand Prix 2015                   | Čedžu, Jižní Korea            |
| vítězství                        | 76-8                          | Roy Meyer (NED)               | 4:34 / 1021 / 0001 / 2×uma, ksg+oej | 28. listopadu 2015            | Grand Prix 2015                   | Čedžu, Jižní Korea            |
| vítězství                        | 75-8                          | José Luis Cuevas (MEX)        | 2:00 / 110 / 0002 / osg, oug        | 28. listopadu 2015            | Grand Prix 2015                   | Čedžu, Jižní Korea            |
| vítězství                        | 74-8                          | Þormóður Jónsson (ISL)        | 0:39 / 100 / 000 / uma              | 28. listopadu 2015            | Grand Prix 2015                   | Čedžu, Jižní Korea            |
| 2015 Grand Prix nad 100 kg       |                               |                               |                                     |                               |                                   |                               |
| vítězství                        | 73-8                          | Kim Song-min (KOR)            | 2:26 / 0001 / 0004 / jusei-gači     | 22. listopadu 2015            | Grand Prix 2015                   | Čching-tao, Čína              |
| vítězství                        | 72-8                          | Sven Heinle (GER)             | 2:49 / 0022 / 0001 / 2×hkg          | 22. listopadu 2015            | Grand Prix 2015                   | Čching-tao, Čína              |
| vítězství                        | 71-8                          | Oleksandr Hordijenko (UKR)    | 3:34 / 021 / 0003 / hkg, osg+drž    | 22. listopadu 2015            | Grand Prix 2015                   | Čching-tao, Čína              |
| vítězství                        | 70-8                          | Erdžan Šynkejev (KAZ)         | 2:37 / 0201 / 0003 / umg+držení     | 22. listopadu 2015            | Grand Prix 2015                   | Čching-tao, Čína              |
| 2015 Turnaj mistrů nad 100 kg    |                               |                               |                                     |                               |                                   |                               |
| vítězství                        | 69-8                          | Barna Bor (HUN)               | 4:53 / 100 / 0003 / osg             | 23. května 2015               | Turnaj mistrů 2015                | Rabat, Maroko                 |
| vítězství                        | 68-8                          | Rjú Šičinohe (JPN)            | 2:45 / 1001 / 000 / osg             | 23. května 2015               | Turnaj mistrů 2015                | Rabat, Maroko                 |
| vítězství                        | 67-8                          | Levan Matyjašvili (GEO)       | 3:49 / 1012 / 0002 / hrg+držení     | 23. května 2015               | Turnaj mistrů 2015                | Rabat, Maroko                 |
| vítězství                        | 66-8                          | Vlăduț Simionescu (ROU)       | 0:19 / 100 / 000 / oug              | 23. května 2015               | Turnaj mistrů 2015                | Rabat, Maroko                 |
| 2014 Grand Prix nad 100 kg       |                               |                               |                                     |                               |                                   |                               |
| vítězství                        | 65-8                          | Kim Song-min (KOR)            | 3:33 / 000 / 0004 / jusei-gači      | 29. listopadu 2014            | Grand Prix 2014                   | Čedžu, Jižní Korea            |
| vítězství                        | 64-8                          | Vlăduț Simionescu (ROU)       | 2:49 / 100 / 0003 / hkg             | 29. listopadu 2014            | Grand Prix 2014                   | Čedžu, Jižní Korea            |
| vítězství                        | 63-8                          | Sergej Kesajev (RUS)          | 1:39 / 100 / 0002 / držení          | 29. listopadu 2014            | Grand Prix 2014                   | Čedžu, Jižní Korea            |
| vítězství                        | 62-8                          | Či Kun-pe (KOR)               | 2:15 / 100 / 0001 / hrg             | 29. listopadu 2014            | Grand Prix 2014                   | Čedžu, Jižní Korea            |
| 2013 Grand Slam nad 100 kg       |                               |                               |                                     |                               |                                   |                               |
| vítězství                        | 61-8                          | Kim Song-min (KOR)            | 3:15 / 100 / 0002 / uma             | 9. února 2013                 | Grand Slam 2013                   | Paříž, Francie                |
| vítězství                        | 60-8                          | Oscar Braison (CUB)           | 0001 / 0003 / jusei-gači            | 9. února 2013                 | Grand Slam 2013                   | Paříž, Francie                |
| vítězství                        | 59-8                          | Rjú Šičinohe (JPN)            | 0:13 / 100 / 000 / umm              | 9. února 2013                 | Grand Slam 2013                   | Paříž, Francie                |
| vítězství                        | 58-8                          | Boltaboy Boltayev (UZB)       | 2:44 / 000 / 0004 / jusei-gači      | 9. února 2013                 | Grand Slam 2013                   | Paříž, Francie                |
| 2012 Continental Open nad 100 kg |                               |                               |                                     |                               |                                   |                               |
| vítězství                        | 57-8                          | Matjaž Ceraj (SLO)            | 4:59 / 0211 / 0003 / umm, uma       | 10. června 2012               | Continental Open 2012 (World Cup) | Lisabon, Portugalsko          |
| vítězství                        | 56-8                          | Benjamin Harmegnies (BEL)     | 4:42 / 100 / 000 / ?                | 10. června 2012               | Continental Open 2012 (World Cup) | Lisabon, Portugalsko          |
| vítězství                        | 55-8                          | Ori Sason (ISR)               | 2:31 / 101 / 0002 / ?               | 10. června 2012               | Continental Open 2012 (World Cup) | Lisabon, Portugalsko          |
| 2012 Grand Slam nad 100 kg       |                               |                               |                                     |                               |                                   |                               |
| vítězství                        | 54-8                          | Rafael Silva (BRA)            | 0:51 / 101 / 000 / osg+škrcení      | 5. února 2012                 | Grand Slam 2012                   | Paříž, Francie                |
| vítězství                        | 53-8                          | Abdulla Tangriev (UZB)        | 3:57 / 100 / 000 / oug              | 5. února 2012                 | Grand Slam 2012                   | Paříž, Francie                |
| vítězství                        | 52-8                          | Janusz Wojnarowicz (POL)      | 2:53 / 101 / 0001 / uma+oug, oug    | 5. února 2012                 | Grand Slam 2012                   | Paříž, Francie                |
| vítězství                        | 51-8                          | Rjúta Išii (JPN)              | 0:52 / 100 / 000 / osg              | 5. února 2012                 | Grand Slam 2012                   | Paříž, Francie                |
| vítězství                        | 50-8                          | Darrel Castillo (GUA)         | 2:19 / 102 / 0002 / oug, uma        | 5. února 2012                 | Grand Slam 2012                   | Paříž, Francie                |
| 2011 Grand Slam nad 100 kg       |                               |                               |                                     |                               |                                   |                               |
| vítězství                        | 49-8                          | Daiki Kamikawa (JPN)          | 1:21 / 020 / 000 / osg+držení       | 5. února 2011                 | Grand Slam 2011                   | Paříž, Francie                |
| vítězství                        | 48-8                          | Oscar Braison (CUB)           | 1:51 / 100 / 000 / osg+ksg+držení   | 5. února 2011                 | Grand Slam 2011                   | Paříž, Francie                |
| vítězství                        | 47-8                          | Igor Makarov (BLR)            | 2:42 / 100 / 0001 / hrg             | 5. února 2011                 | Grand Slam 2011                   | Paříž, Francie                |
| vítězství                        | 46-8                          | Sergej Prokin (RUS)           | 0:18 / 100 / 000 / agu              | 5. února 2011                 | Grand Slam 2011                   | Paříž, Francie                |
| vítězství                        | 45-8                          | Eric Risco (AND)              | 1:16 / 110 / 000 / hrm, ksg         | 5. února 2011                 | Grand Slam 2011                   | Paříž, Francie                |
| 2011 Turnaj mistrů nad 100 kg    |                               |                               |                                     |                               |                                   |                               |
| vítězství                        | 44-8                          | Islám aš-Šahábí (EGY)         | fusen-gači                          | 15. ledna 2011                | Turnaj mistrů 2011                | Baku, Ázerbájdžán             |
| vítězství                        | 43-8                          | Keidži Suzuki (JPN)           | 000 / 0001 / jusei-gači             | 15. ledna 2011                | Turnaj mistrů 2011                | Baku, Ázerbájdžán             |
| vítězství                        | 42-8                          | Rafael Silva (BRA)            | 001 / 0002 / jusei-gači             | 15. ledna 2011                | Turnaj mistrů 2011                | Baku, Ázerbájdžán             |
| vítězství                        | 41-8                          | Dmitrij Stěrchov (RUS)        | 2:00 / 100 / 0001 / uma             | 15. ledna 2011                | Turnaj mistrů 2011                | Baku, Ázerbájdžán             |
| 2010 Continental Open nad 100 kg |                               |                               |                                     |                               |                                   |                               |
| vítězství                        | 40-8                          | Grzegorz Eitel (POL)          | 0011 / 0002 / jusei-gači            | 13. června 2010               | Continental Open 2010 (World Cup) | Lisabon, Portugalsko          |
| vítězství                        | 39-8                          | Rafael Silva (BRA)            | ? / 0201 / 0001 / ?                 | 13. června 2010               | Continental Open 2010 (World Cup) | Lisabon, Portugalsko          |
| vítězství                        | 38-8                          | Maciej Sarnacki (POL)         | ? / 100 / 0001 / ?                  | 13. června 2010               | Continental Open 2010 (World Cup) | Lisabon, Portugalsko          |
| vítězství                        | 37-8                          | Aleksandre Mschaladze (GEO)   | ? / 1002 / 0011 / ?                 | 13. června 2010               | Continental Open 2010 (World Cup) | Lisabon, Portugalsko          |
| 2010 Grand Slam nad 100 kg       |                               |                               |                                     |                               |                                   |                               |
| vítězství                        | 36-8                          | Grim Vuijsters (NED)          | 010 / 0003 / jusei-gači             | 7. února 2010                 | Grand Slam 2010                   | Paříž, Francie                |
| vítězství                        | 35-8                          | Kim Song-min (KOR)            | 2:29 / 1001 / 0001 / ksg            | 7. února 2010                 | Grand Slam 2010                   | Paříž, Francie                |
| vítězství                        | 34-8                          | Janusz Wojnarowicz (POL)      | 4:19 / 1021 / 0004 / jusei-gači     | 7. února 2010                 | Grand Slam 2010                   | Paříž, Francie                |
| vítězství                        | 33-8                          | Robert Zimmermann (GER)       | 2:30 / 111 / 0001 / ?               | 7. února 2010                 | Grand Slam 2010                   | Paříž, Francie                |
| 2010 Turnaj mistrů nad 100 kg    |                               |                               |                                     |                               |                                   |                               |
| vítězství                        | 32-8                          | Keidži Suzuki (JPN)           | 9:02 (gs) / 001 / 0002 / jusei-gači | 17. ledna 2010                | Turnaj mistrů 2010                | Suwon, Jižní Korea            |
| vítězství                        | 31-8                          | Kazuhiko Takahaši (JPN)       | 3:38 / 101 / 0002 / ?               | 17. ledna 2010                | Turnaj mistrů 2010                | Suwon, Jižní Korea            |
| vítězství                        | 30-8                          | Kim Su-wan (KOR)              | 3:20 / 101 / 0004 / ksg, jus        | 17. ledna 2010                | Turnaj mistrů 2010                | Suwon, Jižní Korea            |
| 2009 Grand Slam nad 100 kg       |                               |                               |                                     |                               |                                   |                               |
| vítězství                        | 29-8                          | Alexandr Michajlin (RUS)      | 4:41 / 110 / 0001 / hrg, oug        | 8. února 2009                 | Grand Slam 2009                   | Paříž, Francie                |
| vítězství                        | 28-8                          | Pierre Robin (FRA)            | 2:55 / 020 / 0001 / hkg, agu        | 8. února 2009                 | Grand Slam 2009                   | Paříž, Francie                |
| vítězství                        | 27-8                          | Maxim Brjanov (RUS)           | 3:02 / 110 / 0001 / 2×ksg           | 8. února 2009                 | Grand Slam 2009                   | Paříž, Francie                |
| vítězství                        | 26-8                          | Barna Bor (HUN)               | 000 / 0001 / jusei-gaiči            | 8. února 2009                 | Grand Slam 2009                   | Paříž, Francie                |
| 2008 Super World Cup nad 100 kg  |                               |                               |                                     |                               |                                   |                               |
| prohra                           | 25-8                          | Grim Vuijsters (NED)          | 0000 / 0000 / jusei-gaiči           | 24. února 2008                | Super World Cup 2008              | Hamburg, Německo              |
| vítězství                        | 25-7                          | Andreas Tölzer (GER)          | 4:45 / 10101 / 00012 / osg          | 24. února 2008                | Super World Cup 2008              | Hamburg, Německo              |
| vítězství                        | 24-7                          | Barna Bor (HUN)               | 0001 / 00001 / jusei-gaiči          | 24. února 2008                | Super World Cup 2008              | Hamburg, Německo              |
| prohra                           | 23-7                          | Jasujuki Muneta (JPN)         | 00002 / 0010 / jusei-gaiči          | 24. února 2008                | Super World Cup 2008              | Hamburg, Německo              |
| vítězství                        | 23-6                          | Vasilis Iliadis (GRE)         | 01001 / 0001 / ?                    | 24. února 2008                | Super World Cup 2008              | Hamburg, Německo              |
| vítězství                        | 22-6                          | Adrian Kordon (ISR)           | 4:17 / 1000 / 0000 / ?              | 24. února 2008                | Super World Cup 2008              | Hamburg, Německo              |
| 2008 Super World Cup nad 100 kg  |                               |                               |                                     |                               |                                   |                               |
| vítězství                        | 21-6                          | Alexandr Michajlin (RUS)      | 0000 / 0000 / jusei-gaiči           | 10. února 2008                | Super World Cup 2008              | Paříž, Francie                |
| vítězství                        | 20-6                          | Kósei Inoue (JPN)             | 6:31 (gs) / 0001 / 0000 / ksk       | 10. února 2008                | Super World Cup 2008              | Paříž, Francie                |
| vítězství                        | 19-6                          | João Gabriel Schlittler (BRA) | 0000 / 0000 / jusei-gaiči           | 10. února 2008                | Super World Cup 2008              | Paříž, Francie                |
| vítězství                        | 18-6                          | Paolo Bianchessi (ITA)        | 4:32 / 1000 / 0000 / osg            | 10. února 2008                | Super World Cup 2008              | Paříž, Francie                |
| vítězství                        | 17-6                          | José De Mingo (ESP)           | 2:54 / 1101 / 0000 / oej            | 10. února 2008                | Super World Cup 2008              | Paříž, Francie                |
| vítězství                        | 16-6                          | Reda Nafwa (QAT)              | 2:09 / 1021 / 00001 / oej           | 10. února 2008                | Super World Cup 2008              | Paříž, Francie                |
| 2007 Kano Cup nad 100 kg         |                               |                               |                                     |                               |                                   |                               |
| prohra                           | 15-6                          | Jóhei Takai (JPN)             | 0000 / 0100 / ksg                   | 9. prosince 2007              | World Grand Prix 2007             | Tokio, Japonsko               |
| vítězství                        | 15-5                          | Paolo Bianchessi (ITA)        | 7:23 (gs) / 1000 / 0000 / suk       | 9. prosince 2007              | World Grand Prix 2007             | Tokio, Japonsko               |
| vítězství                        | 14-5                          | Ricardo Blas Jr. (GUM)        | 2:14 / 1011 / 00001 / oej           | 9. prosince 2007              | World Grand Prix 2007             | Tokio, Japonsko               |
| prohra                           | 13-5                          | Šinja Katabuči (JPN)          | 0000 / 0100 / kug                   | 9. prosince 2007              | World Grand Prix 2007             | Tokio, Japonsko               |
| vítězství                        | 13-4                          | Abdulla Tangriev (UZB)        | 3:09 / 10001 / 0001 / hrg           | 9. prosince 2007              | World Grand Prix 2007             | Tokio, Japonsko               |
| vítězství                        | 12-4                          | Fabian Hubert (GER)           | 4:56 / 1001 / 00001 / keg           | 9. prosince 2007              | World Grand Prix 2007             | Tokio, Japonsko               |
| 2007 Super World Cup nad 100 kg  |                               |                               |                                     |                               |                                   |                               |
| vítězství                        | 11-4                          | Kim Song-pom (KOR)            | 0100 / 0000                         | 25. února 2007                | Super World Cup 2007              | Hamburg, Německo              |
| prohra                           | 10-4                          | Paolo Bianchessi (ITA)        | 00001 / 0001                        | 25. února 2007                | Super World Cup 2007              | Hamburg, Německo              |
| vítězství                        | 10-3                          | Barna Bor (HUN)               | 0100 / 0000                         | 25. února 2007                | Super World Cup 2007              | Hamburg, Německo              |
| vítězství                        | 9-3                           | Soslan Džanajev (RUS)         | 0010 / 0000                         | 25. února 2007                | Super World Cup 2007              | Hamburg, Německo              |
| vítězství                        | 8-3                           | Ehsan Radžabí (IRI)           | 0001 / 00001                        | 25. února 2007                | Super World Cup 2007              | Hamburg, Německo              |
| 2007 Super World Cup nad 100 kg  |                               |                               |                                     |                               |                                   |                               |
| vítězství                        | 7-3                           | Barna Bor (HUN)               | 1000 / 0000                         | 12. února 2007                | Super World Cup 2007              | Paříž, Francie                |
| vítězství                        | 6-3                           | Matthieu Bataille (FRA)       | 1100 / 0000                         | 12. února 2007                | Super World Cup 2007              | Paříž, Francie                |
| vítězství                        | 5-3                           | Ivan Iliev (BUL)              | 0010 / 0000                         | 12. února 2007                | Super World Cup 2007              | Paříž, Francie                |
| vítězství                        | 4-3                           | Dennis van der Geest (NED)    | 1000 / 0000                         | 12. února 2007                | Super World Cup 2007              | Paříž, Francie                |
| prohra                           | 3-3                           | Jurij Rybak (BLR)             | 0000 / 1000 / sug                   | 12. února 2007                | Super World Cup 2007              | Paříž, Francie                |
| vítězství                        | 3-2                           | Kim Song-pom (KOR)            | 0001 / 00001                        | 12. února 2007                | Super World Cup 2007              | Paříž, Francie                |
| 2006 World Cup nad 100 kg        |                               |                               |                                     |                               |                                   |                               |
| prohra                           | 2-2                           | Oscar Braison (CUB)           | 0000 / 1000                         | 19. února 2006                | World Cup 2006                    | Leonding, Rakousko            |
| prohra                           | 2-1                           | Andreas Tölzer (GER)          | 00001 / 1001                        | 19. února 2006                | World Cup 2006                    | Leonding, Rakousko            |
| vítězství                        | 2-0                           | Nikolaj Barabanov (RUS)       | 0010 / 0001                         | 19. února 2006                | World Cup 2006                    | Leonding, Rakousko            |
| vítězství                        | 1-0                           | Barna Bor (HUN)               | 0001 / 0000                         | 19. února 2006                | World Cup 2006                    | Leonding, Rakousko            |

### Ostatní mezinárodní turnaje
Turnaje, které se nepočítají do rankingu (žebříčku) IJF (před rokem 2009 do EJU) – turnaje bez rozdílu vah, různé mezinárodní turnaje (evropský pohár apod.), kontinentální hry, mládežnické turnaje (mistrovství světa a Evropy) a turnaje, které nespadají do kompetencí IJF (resp. MOV) – univerzitní, armádní, policejní, hasičské atd. turnaje. Mezi ostatní turnaje nejsou zahrnuty soutěže týmů (mistrovství světa týmů, ligové soutěže apod.) a exhibice.
| vítězství                                    | Toma Nikiforov (BEL)            | 11. listopadu 2017 | Mistrovství světa bez rozdílu vah | Marrákéš, Maroko                      |
| vítězství                                    | Andy Granda (CUB)               | 11. listopadu 2017 | Mistrovství světa bez rozdílu vah | Marrákéš, Maroko                      |
| vítězství                                    | Battulgyn Teműlen (MGL)         | 11. listopadu 2017 | Mistrovství světa bez rozdílu vah | Marrákéš, Maroko                      |
| vítězství                                    | Fajsal Džáballáh (TUN)          | 11. listopadu 2017 | Mistrovství světa bez rozdílu vah | Marrákéš, Maroko                      |
| vítězství                                    | Guram Tušišvili (GEO)           | 11. listopadu 2017 | Mistrovství světa bez rozdílu vah | Marrákéš, Maroko                      |
| vítězství                                    | Jurij Krakoveckij (KGZ)         | 11. listopadu 2017 | Mistrovství světa bez rozdílu vah | Marrákéš, Maroko                      |
| 2010 Mistrovství světa bez rozdílu vah       |                                 |                    |                                   |                                       |
| prohra                                       | Daiki Kamikawa (JPN)            | 13. září 2010      | Mistrovství světa bez rozdílu vah | Tokio, Japonsko                       |
| vítězství                                    | Hiroki Tačijama (JPN)           | 13. září 2010      | Mistrovství světa bez rozdílu vah | Tokio, Japonsko                       |
| vítězství                                    | Kazuhiko Takahaši (JPN)         | 13. září 2010      | Mistrovství světa bez rozdílu vah | Tokio, Japonsko                       |
| vítězství                                    | Martin Padar (EST)              | 13. září 2010      | Mistrovství světa bez rozdílu vah | Tokio, Japonsko                       |
| vítězství                                    | Carlos Zegarra (PER)            | 13. září 2010      | Mistrovství světa bez rozdílu vah | Tokio, Japonsko                       |
| vítězství                                    | Mushi Ndibu (COD)               | 13. září 2010      | Mistrovství světa bez rozdílu vah | Tokio, Japonsko                       |
| 2009 Středomořské hry nad 100 kg             |                                 |                    |                                   |                                       |
| vítězství                                    | Anís Šádylí (TUN)               | 5. července 2009   | Středomořské hry                  | Pescara, Itálie                       |
| vítězství                                    | Islám aš-Šahábí (EGY)           | 5. července 2009   | Středomořské hry                  | Pescara, Itálie                       |
| vítězství                                    | Michail Alexiadis (GRE)         | 5. července 2009   | Středomořské hry                  | Pescara, Itálie                       |
| 2008 Mistrovství světa bez rozdílu vah       |                                 |                    |                                   |                                       |
| vítězství                                    | Alexandr Michajlin (RUS)        | 21. prosince 2008  | Mistrovství světa bez rozdílu vah | Levallois-Perret, Francie             |
| vítězství                                    | Grzegorz Eitel (POL)            | 21. prosince 2008  | Mistrovství světa bez rozdílu vah | Levallois-Perret, Francie             |
| vítězství                                    | Grim Vuijsters (NED)            | 21. prosince 2008  | Mistrovství světa bez rozdílu vah | Levallois-Perret, Francie             |
| vítězství                                    | Jóhei Takai (JPN)               | 21. prosince 2008  | Mistrovství světa bez rozdílu vah | Levallois-Perret, Francie             |
| vítězství                                    | Odiljon Toʻlendiboyev (UZB)     | 21. prosince 2008  | Mistrovství světa bez rozdílu vah | Levallois-Perret, Francie             |
| 2008 Mistrovství světa juniorů nad 100 kg    |                                 |                    |                                   |                                       |
| vítězství                                    | Masaru Momose (JPN)             | 24. října 2008     | Mistrovství světa U20             | Bangkok, Thajsko                      |
| vítězství                                    | Mychajlo Blynov (UKR)           | 24. října 2008     | Mistrovství světa U20             | Bangkok, Thajsko                      |
| vítězství                                    | Boldpürevgín Sugardžargal (MGL) | 24. října 2008     | Mistrovství světa U20             | Bangkok, Thajsko                      |
| vítězství                                    | Modžtabá Ahmadzadeh (IRI)       | 24. října 2008     | Mistrovství světa U20             | Bangkok, Thajsko                      |
| vítězství                                    | Ákos Dusa (HUN)                 | 24. října 2008     | Mistrovství světa U20             | Bangkok, Thajsko                      |
| 2008 Evropský pohár nad 100 kg               |                                 |                    |                                   |                                       |
| vítězství                                    | Barna Bor (HUN)                 | 22. června 2008    | Evropský pohár                    | Celje, Slovinsko                      |
| vítězství                                    | Zoltán Csizmadia (HUN)          | 22. června 2008    | Evropský pohár                    | Celje, Slovinsko                      |
| vítězství                                    | Nico Kanning (GER)              | 22. června 2008    | Evropský pohár                    | Celje, Slovinsko                      |
| vítězství                                    | Josef Binder (AUT)              | 22. června 2008    | Evropský pohár                    | Celje, Slovinsko                      |
| 2008 Copa do Mundo nad 100 kg                |                                 |                    |                                   |                                       |
| vítězství                                    | Walter Santos (BRA)             | 5. května 2008     | Mezinárodní turnaj                | Belo Horizonte, Brazílie              |
| vítězství                                    | João Gabriel Schlittler (BRA)   | 5. května 2008     | Mezinárodní turnaj                | Belo Horizonte, Brazílie              |
| vítězství                                    | Walter Santos (BRA)             | 5. května 2008     | Mezinárodní turnaj                | Belo Horizonte, Brazílie              |
| vítězství                                    | Luiz Carmo (BRA)                | 5. května 2008     | Mezinárodní turnaj                | Belo Horizonte, Brazílie              |
| 2007 Mezinárodní turnaj juniorů nad 100 kg   |                                 |                    |                                   |                                       |
| vítězství                                    | Lorenzo Romano (ITA)            | 5. srpna 2007      | Mezinárodní turnaj U20            | Jičín, Česko                          |
| vítězství                                    | Levan Mukerija (GEO)            | 5. srpna 2007      | Mezinárodní turnaj U20            | Jičín, Česko                          |
| vítězství                                    | Andreas Karner (AUT)            | 5. srpna 2007      | Mezinárodní turnaj U20            | Jičín, Česko                          |
| vítězství                                    | Bartłomiej Anderwald (POL)      | 5. srpna 2007      | Mezinárodní turnaj U20            | Jičín, Česko                          |
| 2006 Mistrovství světa juniorů nad 100 kg    |                                 |                    |                                   |                                       |
| vítězství                                    | Stanislav Bondarenko (UKR)      | 15. října 2006     | Mistrovství světa U20             | Santo Domingo, Dominikánská republika |
| vítězství                                    | Rjúta Išii (JPN)                | 15. října 2006     | Mistrovství světa U20             | Santo Domingo, Dominikánská republika |
| vítězství                                    | Mitja Jenuš (SLO)               | 15. října 2006     | Mistrovství světa U20             | Santo Domingo, Dominikánská republika |
| vítězství                                    | Kim Song-min (KOR)              | 15. října 2006     | Mistrovství světa U20             | Santo Domingo, Dominikánská republika |
| vítězství                                    | Jakša Pavković (CRO)            | 15. října 2006     | Mistrovství světa U20             | Santo Domingo, Dominikánská republika |
| 2006 Mistrovství Evropy juniorů nad 100 kg   |                                 |                    |                                   |                                       |
| vítězství                                    | Tino Bierau (GER)               | 10. září 2006      | Mistrovství Evropy U20            | Tallinn, Estonsko                     |
| vítězství                                    | Jeffrey van Emden (NED)         | 10. září 2006      | Mistrovství Evropy U20            | Tallinn, Estonsko                     |
| vítězství                                    | Theo Spalding-McIntosh (GBR)    | 10. září 2006      | Mistrovství Evropy U20            | Tallinn, Estonsko                     |
| vítězství                                    | Mitja Jenuš (SLO)               | 10. září 2006      | Mistrovství Evropy U20            | Tallinn, Estonsko                     |
| 2007 Mezinárodní turnaj juniorů nad 100 kg   |                                 |                    |                                   |                                       |
| vítězství                                    | [[]] ([[Země\|]])               | 30. července 2006  | Mezinárodní turnaj U20            | Cetniewo, Polsko                      |
| prohra                                       | [[]] ([[Země\|]])               | 30. července 2006  | Mezinárodní turnaj U20            | Cetniewo, Polsko                      |
| 2006 Belgian Open nad 100 kg                 |                                 |                    |                                   |                                       |
| vítězství                                    | [[]] ([[Země\|]])               | 4. února 2006      | Mezinárodní turnaj                | Visé, Belgie                          |
| prohra                                       | [[]] ([[Země\|]])               | 4. února 2006      | Mezinárodní turnaj                | Visé, Belgie                          |
| 2005 Mistrovství Evropy juniorů nad 100 kg   |                                 |                    |                                   |                                       |
| vítězství                                    | Joe Delahay (GBR)               | 2. října 2005      | Mistrovství Evropy U20            | Záhřeb, Chorvatsko                    |
| prohra                                       | Soslan Džanajev (RUS)           | 2. října 2005      | Mistrovství Evropy U20            | Záhřeb, Chorvatsko                    |
| vítězství                                    | Adam Okruašvili (GEO)           | 2. října 2005      | Mistrovství Evropy U20            | Záhřeb, Chorvatsko                    |
| vítězství                                    | Gergő Urbán (HUN)               | 2. října 2005      | Mistrovství Evropy U20            | Záhřeb, Chorvatsko                    |
| 2005 Mezinárodní turnaj juniorů nad 100 kg   |                                 |                    |                                   |                                       |
| vítězství                                    | Haruki Oketani (JPN)            | 14. srpna 2005     | Mezinárodní turnaj U20            | Berlín, Německo                       |
| prohra                                       | Tomas Mečkovskis (LTU)          | 14. srpna 2005     | Mezinárodní turnaj U20            | Berlín, Německo                       |
| vítězství                                    | Soslan Džanajev (RUS)           | 14. srpna 2005     | Mezinárodní turnaj U20            | Berlín, Německo                       |
| vítězství                                    | Lukas Storch (GER)              | 14. srpna 2005     | Mezinárodní turnaj U20            | Berlín, Německo                       |
| 2005 Mezinárodní turnaj juniorů nad 100 kg   |                                 |                    |                                   |                                       |
| prohra                                       | Dmitrij Stěrchov (RUS)          | 15. května 2005    | Mezinárodní turnaj U20            | Lyon, Francie                         |
| vítězství                                    | Fabian Hubert (FRA)             | 15. května 2005    | Mezinárodní turnaj U20            | Lyon, Francie                         |
| vítězství                                    | Martin Schildmeijer (NED)       | 15. května 2005    | Mezinárodní turnaj U20            | Lyon, Francie                         |
| vítězství                                    | Aaron Rodríguez (ESP)           | 15. května 2005    | Mezinárodní turnaj U20            | Lyon, Francie                         |
| 2005 Mezinárodní turnaj dorostenců nad 90 kg |                                 |                    |                                   |                                       |
| vítězství                                    | Jonas Savatier (FRA)            | 9. dubna 2005      | Mezinárodní turnaj U17            | Belfort, Francie                      |
| 2005 Mezinárodní turnaj dorostenců nad 90 kg |                                 |                    |                                   |                                       |
| vítězství                                    | David Mamistvalov (ISR)         | 19. března 2005    | Mezinárodní turnaj U17            | Brémy, Německo                        |
| 2005 Mezinárodní turnaj juniorů nad 100 kg   |                                 |                    |                                   |                                       |
| vítězství                                    | Jérôme Wustner (FRA)            | 19. února 2005     | Mezinárodní turnaj U20            | Sens, Francie                         |
| 2004 Mezinárodní turnaj dorostenců nad 90 kg |                                 |                    |                                   |                                       |
| vítězství                                    | Lukas Storch (GER)              | 14. března 2004    | Mezinárodní turnaj U17            | Belfort, Francie                      |